# Rakim y Ken-Y
José Nieves (Rakim) en Kenny Vasquez (Ken-Y), beiden geboren te Gurabo, Puerto Rico, zijn een Grammy Award-genomineerd reggaetonduo.

## Carrière
Het duo begon hun muziekcarrière op de middelbare school. Geïnspireerd door vroege reggaetonartiesten als Daddy Yankee en Don Omar. R.K.M veranderde zijn naam van Rakim naar R.K.M. om verwarring met William Michael Griffin Jr. (artiestennaam=Rakim) te voorkomen. Nicky Jam gaf het duo de kans op zijn album (Vida Escante). Naar aanleiding van dit album werden de singles "Pasado" en "Me Estoy Muriendo" grote hits en gaven het duo bekendheid in en rond Zuid-Amerika. In 2007 won het duo de "Best Latin and Reggae Award".
Na dit succes kwam er een nieuw album genaamd "Masterpiece". Dit album gaf het duo wereldwijde bekendheid. Het vervolg van de carrière bestond voornamelijk uit samenwerkingen met andere reggaetonartiesten zoals "Nicky Jam", Tito el Bambino en "Toby Love".

## Albums
- Masterpiece (2006)
- The Royalty/La Realeza (2008)
- Forever (2011)
- Destiny (2019)

## Singles
- Dame Lo Que Quiero
- Down
- Me Matas
- Igual Que Ayer
- Llorarás
- Mis Días Sin Ti
- Te Regalo Amores
- Tuve Un Sueño (Ft. Plan B)
- Te Amé En Mis Sueños